# Кошарний Іван Якович
Іван Якович Кошарний (25 вересня 1917, село Лосинівка, тепер смт. Ніжинського району Чернігівської області — 11 червня 1975, місто Львів) — український радянський історик, кандидат історичних наук (1952), доктор історичних наук (1972), професор.

## Біографія
Народився в бідній родині селянина-наймита. У 1935 році закінчив Ніжинський педагогічний технікум.
У 1939 році закінчив історичний факультет Київського державного педагогічного інституту імені Максима Горького.
З грудня 1939 по грудень 1945 року — в Червоній армії, учасник німецько-радянської війни з червня 1941 року. Служив радіотелеграфістом старшого батареї управління, командиром топографічного відділення 9-ї батареї, хімінструктором 7-ї батареї та секретарем політичного відділу 14-ї гвардійської гарматної артилерійської бригади 4-ї гвардійської артилерійської дивізії Резерву головного командування.
Член ВКП(б) з 1944 року.
Після демобілізації вчителював у селі Лосинівці Чернігівської області
З червня 1946 року — викладач загальної історії Дрогобицького учительського (педагогічного) інституту. У 1948—1956 роках — в.о. завідувача та завідувач кафедри історії СРСР Дрогобицького педагогічного інституту.
У 1952 році захистив кандидатську дисертацію «Культурне будівництво в Дрогобицькій області за роки радянської влади (1939—1950)»
З 1956 року — доцент кафедри історії Української РСР Львівського державного університету імені Івана Франка. Обирався членом і секретарем партійного бюро факультету. У 1972—1975 роках — завідувач кафедри історії Української РСР Львівського державного університету імені Івана Франка.
Раптово помер 11 червня 1975 року в місті Львові.

## Основні праці
- Радянська Дрогобиччина. Дрогобич: Дрогобицьке обласне видавництво, 1957 (співавт.)
- Культурне будівництво на Дрогобиччині в 1939—1941 рр. // 40 років Великого Жовтня. Л., 1957 (співавт.)
- Піднесення культурно-технічного рівня робітників західних областей Української РСР // УІЖ. 1964. № 4
- Рясні плоди дружби (Економічні і культурні перетворення у західних областях України за роки радянської влади). Л., 1974
- У сузір'ї соціалістичної культури. Культурне будівництво в возз'єднаних областях УРСР (1939–1958 рр.). Л., 1975.

## Звання
- старшина
- лейтенант
- старший лейтенант

## Нагороди
- дві медалі «За відвагу» (10.09.1944, 22.06.1945)
- дві медалі «За бойові заслуги» (8.09.1943, 1.11.1944)
- медаль «За оборону Москви» (1944)
- медаль «За взяття Кенігсберга» (1945)
- медаль «За перемогу над Німеччиною у Великій Вітчизняній війні 1941—1945 рр.» (1945)
- медалі